# Distretto di Jagatsinghpur
Il distretto di Jagatsinghpur (in lingua oriya ଜଗତସିଂହପୁର ଜିଲା) è un distretto dell'Orissa, in India, di 1 056 556 abitanti. Il suo capoluogo è Jagatsinghpur.